# 帕尔瓦蒂普拉姆
帕尔瓦蒂普拉姆（Parvathipuram），是印度安得拉邦Vizianagaram县的一个城镇。总人口49692（2001年）。

## 人口
该地2001年总人口49692人，其中男性24934人，女性24758人；0—6岁人口5783人，其中男2972人，女2811人；识字率66.19%，其中男性为75.15%，女性为57.17%。